# Galeazzo Campi

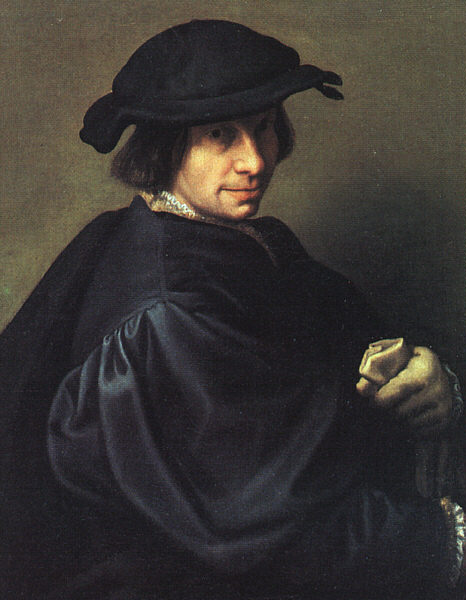
Galeazzo Campi, gemalt von seinem Sohn Giulio

Galeazzo Campi (* 1477 in Cremona; † 1536 ebenda) war ein italienischer Maler der Spätrenaissance.

## Leben und Werk
Er war ein Schüler Boccaccio Boccaccinis. Seine Art der Darstellung war ziemlich steif, aber sorgfältig. Seine Landschaftsbilder zeigen Einflüsse von Perugino und Giovanni Bellini. Das erste gesicherte Datum seiner Tätigkeit ist 1515, in dem er eine heute verlorene Auferweckung des Lazarus signierte. Man konnte ihm jedoch Werke zuweisen, die in das erste Jahrzehnt des sechzehnten Jahrhunderts gehören, die zum Teil ebenfalls verloren sind. Im Jahr 1517 ist er gemeinsam mit seinem Bruder Sebastian in einem Rechnungsbuch der fabbrica des Domes von Cremona genannt. Das letzte signierte und datierte Werk stammt aus dem Jahre 1528, eine Altartafel mit dem Hl. Petrus auf der Cathedra und den Aposteln Philippus und Paulus in der Pfarrkirche von Solarolo Rainerio. Sein Todesjahr ist in der 1585 erschienenen Veröffentlichung seines Sohnes Antonio, Cremona fedelissima, genannt.
Galeazzo Campi war der Kopf einer Künstlerfamilie, die in der Mitte und gegen das Ende des 16. Jahrhunderts in Cremona lebte und zahlreiche Werke hinterließ. Als kunsthistorisch bedeutsamer gelten seine drei Söhne: Giulio Campi, Antonio Campi und Vincenzo Campi.